# Адамув (Ленчинський повіт)
Адамув (пол. Adamów) — село в Польщі, у гміні Циців Ленчинського повіту Люблінського воєводства.
Населення — 145 осіб (2011).
У 1975-1998 роках село належало до Холмського воєводства.

## Демографія
Демографічна структура станом на 31 березня 2011 року:
|          | Загалом | Допрацездатний вік | Працездатний вік | Постпрацездатний вік |
| -------- | ------- | ------------------ | ---------------- | -------------------- |
| Чоловіки | 72      | 16                 | 47               | 9                    |
| Жінки    | 73      | 23                 | 42               | 8                    |
| Разом    | 145     | 39                 | 89               | 17                   |